# Paul Palmer
Paul Palmer (Reino Unido, 18 de octubre de 1974) es un nadador  retirado especializado en pruebas de estilo libre media distancia, donde consiguió ser subcampeón olímpico en 1996 en los 400 metros.

## Carrera deportiva
En los Juegos Olímpicos de Atlanta 1996 ganó la medalla de plata en los 400 metros libre, con un tiempo de 3:49.00 segundos, tras el neozelandés Danyon Loader y por delante del australiano Daniel Kowalski; y también ganó el bronce en la misma prueba en el mundial de piscina larga de Perth de 1998.